# Грюлинг, Бронислав
Бронислав Грюлинг (словац. Branislav Gröhling; род. 6 апреля 1974, Партизанске, Тренчинский край) — словацкий бизнесмен, либеральный политический и государственный деятель. Член партии «Свобода и солидарность». В прошлом — министр образования, науки, исследований и спорта  Словацкой Республики (2020—2022), депутат Национального совета Словацкой Республики (2016—2020).

## Биография
По итогам выборов 2016 года избран депутатом Национального совета Словацкой Республики.
Занял пост министра в правительстве Игора Матовича после очередных выборов в 2020 году. Объявил о своей отставке с поста 24 марта 2021 года на фоне правительственного кризиса в правительстве Словакии. Сохранил пост в сформированном 1 апреля правительстве под руководством Эдуарда Хегера. Ушёл в отставку 13 сентября 2022 года после выхода партии «Свобода и солидарность» из правительственной коалиции. Обязанности министра временно взял на себя Хегер.